# راسيل فراي
راسيل فراي (بالإنجليزية: Russell Fry)‏ (4 ديسمبر 1985 في المملكة المتحدة - ) هو لاعب كرة قدم بريطاني في مركز الوسط. شارك مع منتخب إنجلترا تحت 20 سنة لكرة القدم. أما مع النوادي، فقد لعب مع نادي يورك سيتي وهال سيتي ونادي هاليفاكس تاون وNorth Ferriby United A.F.C. ‏ وهنكلي يونايتد ‏ ونادي بوسطن يونايتد.

## وصلات خارجية
- راسيل فراي على موقع قاعدة بيانات كرة القدم.إي يو (الإنجليزية)
- راسيل فراي على موقع Soccerbase.com (لاعب) (الإنجليزية)
- راسيل فراي على موقع Soccerway.com (الإنجليزية)